# Tata Steel-toernooi 2022
Het Tata Steel-toernooi 2022 vond plaats van 14 t/m 30 januari 2022 in het Nederlandse Wijk aan Zee. Het Tata Steel-toernooi wordt jaarlijks georganiseerd en is vernoemd naar de staalproducent Tata Steel, de hoofdsponsor van het toernooi.
In verband met de coronacrisis in Nederland gingen, net als bij de editie van 2021, de amateurtoernooien van het Tata Steel-toernooi niet door. Er mocht ook geen publiek bij het toernooi aanwezig zijn. De Masters én de Challengers speelden wel. Bij de Challengers was dit bij de vorige editie niet het geval.
De Rus Daniil Doebov weigerde zijn wedstrijd in ronde 7 tegen Anish Giri met een mondkapje te spelen nadat hij in de buurt was geweest van iemand met het coronavirus. Giri kreeg hierdoor een reglementaire overwinning. Nadat Doebov negatief testte mocht hij ronde 8, 9 en 10 weer spelen, maar hij werd alsnog positief getest op het coronavirus waarna ook Rapport, Praggnanandhaa en Carlsen een reglementaire overwinning kregen. Mede hierdoor was Magnus Carlsen met nog een ronde te gaan zeker van zijn achtste Tata Steel-eindoverwinning.
In de Challengers-groep ging de overwinning naar de Indiër Arjun Erigaisi die daarmee de volgende editie in principe in de Masters-groep zal spelen.

## Deelnemers
| Nr. | Speler                    | Rating (WRR) | Punten | SB    | MC | SM | RR | AG | SK | JvF | AJ | FC | JKD | VG | SS | RP | NG | DD |
| --- | ------------------------- | ------------ | ------ | ----- | -- | -- | -- | -- | -- | --- | -- | -- | --- | -- | -- | -- | -- | -- |
| 1   | Magnus Carlsen            | 2856         | 9½     | 60,25 | *  | 1  | 1  | 1  | ½  | ½   | ½  | 1  | ½   | ½  | ½  | 1  | ½  | 1  |
| 2   | Shakhriyar Mamedyarov     | 2767         | 8      | 49    | 0  | *  | ½  | ½  | ½  | 1   | ½  | ½  | 1   | 1  | ½  | 1  | ½  | ½  |
| 3   | Richárd Rapport           | 2763         | 8      | 47,25 | 0  | ½  | *  | ½  | ½  | 1   | ½  | 1  | 0   | ½  | ½  | 1  | 1  | 1  |
| 4   | Anish Giri                | 2772         | 7½     | 44,5  | 0  | ½  | ½  | *  | ½  | 0   | 1  | 1  | ½   | ½  | 1  | ½  | ½  | 1  |
| 5   | Sergej Karjakin           | 2743         | 7      | 45,25 | ½  | ½  | ½  | ½  | *  | 1   | 0  | ½  | ½   | 1  | 0  | 1  | ½  | ½  |
| 6   | Jorden van Foreest        | 2707         | 7      | 41,75 | ½  | 0  | 0  | 1  | 0  | *   | 0  | ½  | ½   | 1  | 1  | 1  | 1  | ½  |
| 7   | Andrej Jesipenko          | 2714         | 6½     | 42,75 | ½  | ½  | ½  | 0  | 1  | 1   | *  | ½  | ½   | ½  | ½  | 0  | ½  | ½  |
| 8   | Fabiano Caruana           | 2792         | 6½     | 37,75 | 0  | ½  | 0  | 0  | ½  | ½   | ½  | *  | 1   | ½  | ½  | 1  | 1  | ½  |
| 9   | Jan-Krzysztof Duda        | 2760         | 6      | 39,25 | ½  | 0  | 1  | ½  | ½  | ½   | ½  | 0  | *   | ½  | ½  | ½  | ½  | ½  |
| 10  | Vidit Gujrathi            | 2727         | 6      | 35,5  | ½  | 0  | ½  | ½  | 0  | 0   | ½  | ½  | ½   | *  | 1  | 0  | 1  | 1  |
| 11  | Sam Shankland             | 2708         | 5½     | 36    | ½  | ½  | ½  | 0  | 1  | 0   | ½  | ½  | ½   | 0  | *  | ½  | ½  | ½  |
| 12  | Rameshbabu Praggnanandhaa | 2612         | 5½     | 30    | 0  | 0  | 0  | ½  | 0  | 0   | 1  | 0  | ½   | 1  | ½  | *  | 1  | 1  |
| 13  | Nils Grandelius           | 2672         | 4½     | 28,5  | ½  | ½  | 0  | ½  | ½  | 0   | ½  | 0  | ½   | 0  | ½  | 0  | *  | 1  |
| 14  | Daniil Doebov             | 2720         | 3½     | 23,25 | 0  | ½  | 0  | 0  | ½  | ½   | ½  | ½  | ½   | 0  | ½  | 0  | 0  | *  |

| Nr. | Speler                | Rating (WRR) | Punten | SB    | AE | TDVN | JBB | RJ | El’A | LvF | VM | MW | SSG | DD | M’AM | PS | RV | ZJ |
| --- | --------------------- | ------------ | ------ | ----- | -- | ---- | --- | -- | ---- | --- | -- | -- | --- | -- | ---- | -- | -- | -- |
| 1   | Arjun Erigaisi        | 2629         | 10½    | 63    | *  | ½    | 1   | ½  | ½    | ½   | 1  | 1  | 1   | 1  | 1    | ½  | 1  | 1  |
| 2   | Thai Dai Van Nguyen   | 2609         | 8½     | 51,5  | ½  | *    | 1   | ½  | ½    | ½   | ½  | ½  | ½   | ½  | 1    | ½  | 1  | 1  |
| 3   | Jonas Buhl Bjerre     | 2586         | 8½     | 50    | 0  | 0    | *   | 1  | 1    | ½   | 1  | ½  | 1   | ½  | 1    | ½  | 1  | ½  |
| 4   | Rinat Jumabayev       | 2631         | 7½     | 45,25 | ½  | ½    | 0   | *  | 0    | 1   | ½  | ½  | 1   | 1  | ½    | 1  | ½  | ½  |
| 5   | Erwin l'Ami           | 2622         | 7½     | 44,75 | ½  | ½    | 0   | 1  | *    | 0   | ½  | ½  | 1   | ½  | ½    | 1  | ½  | 1  |
| 6   | Lucas van Foreest     | 2530         | 7      | 44,75 | ½  | ½    | ½   | 0  | 1    | *   | ½  | ½  | ½   | 1  | 0    | 1  | ½  | ½  |
| 7   | Volodar Murzin        | 2519         | 7      | 39,25 | 0  | ½    | 0   | ½  | ½    | ½   | *  | ½  | ½   | 1  | ½    | 1  | ½  | 1  |
| 8   | Max Warmerdam         | 2599         | 6½     | 38,25 | 0  | ½    | ½   | ½  | ½    | ½   | ½  | *  | ½   | 0  | ½    | 1  | ½  | 1  |
| 9   | Surya Shekhar Ganguly | 2627         | 6      | 31,5  | 0  | ½    | 0   | 0  | 0    | ½   | ½  | ½  | *   | ½  | 1    | ½  | 1  | 1  |
| 10  | Daniel Dardha         | 2533         | 5½     | 31,75 | 0  | ½    | ½   | 0  | ½    | 0   | 0  | 1  | ½   | *  | 0    | 1  | ½  | 1  |
| 11  | Marc'Andria Maurizzi  | 2496         | 4½     | 28,75 | 0  | 0    | 0   | ½  | ½    | 1   | ½  | ½  | 0   | 1  | *    | 0  | ½  | 0  |
| 12  | Polina Shuvalova      | 2516         | 4½     | 26,75 | ½  | ½    | ½   | 0  | 0    | 0   | 0  | 0  | ½   | 0  | 1    | *  | ½  | 1  |
| 13  | Roven Vogel           | 2452         | 4      | 25    | 0  | 0    | 0   | ½  | ½    | ½   | ½  | ½  | 0   | ½  | ½    | ½  | *  | 0  |
| 14  | Zhu Jiner             | 2478         | 3½     | 20    | 0  | 0    | ½   | ½  | 0    | ½   | 0  | 0  | 0   | 0  | 1    | 0  | 1  | *  |